# Stary Browar

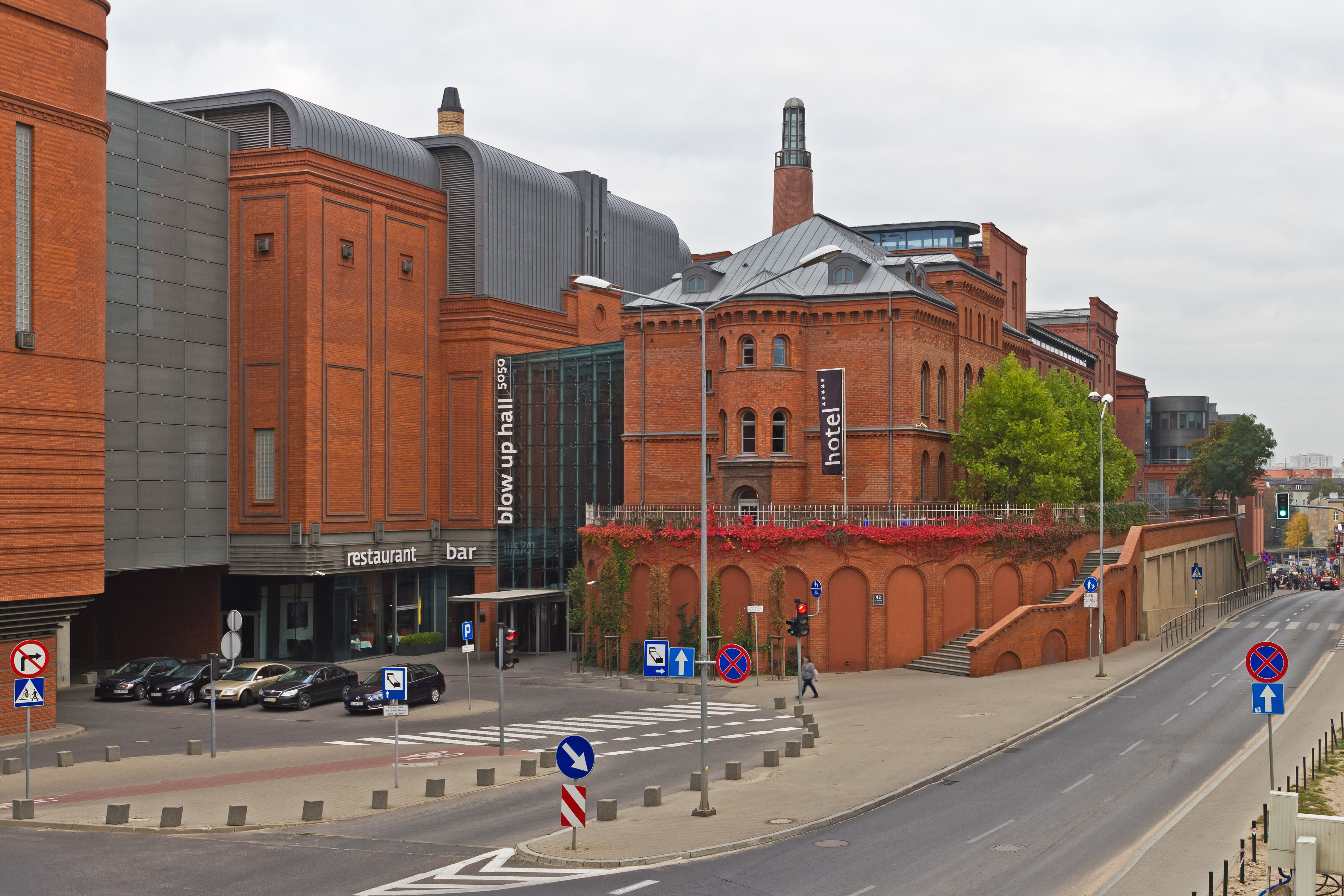
Вид на Stary Browar с улицы Костюшко

Культурный, торговый и деловой центр «Stary Browar» («Старая пивоварня») — центр торговли и искусства, построенный в ноябре 2003 года в центре Познани, на Półwiejska Street, 42. В центре совмещены функции торгового центра и художественной галереи. Как торговому центру ему присвоен класс А; общая площадь составляет около 130 000 м². В центре расположено около 210 магазинов и ресторанов.
Здание было спроектировано на базе исторической постройки, бывшей пивоварни Brewery Huggerów — by Studio ADS. Инвестором выступила компания Fortis, компания, принадлежащая Гражине Кульчик (пол. Grazyna Kulczyk). Декор был разработан сценографом Рышардом Каем (пол. Ryszard Kaja). Оригинальная архитектура и стиль были по возможности сохранены.
11 марта 2007 года было открыто новое крыло, тех же размеров, что уже существовавшее; в нём было 6 этажей, включая 3 подземных. Под зданием была построена парковка более, чем на 1200 машин. Пространство между зданиями было закрыто, так что оно также используется зимой.

## Награды
- 2003 год: Золотой Карандаш в архитектуре, присуждено Radio Merkury и Voice of Wielkopolska.
- Международный совет торговых центров: Лучший торговый центр в мире в категории средних коммерческих зданий. Награждён премией 9 декабря 2005 года в ходе гала-празднования в городе Феникс в Аризоне[2].
- награда Международного совета торговых центров за лучший торговый центр в Европе в категории средних коммерческих зданий.

## Проблемы
В марте 2008 года городской суд постановил, что мэр Познани Рышард Гробельны (Ryszard Grobelny) причинил городскому бюджету ущерб примерно в 7 миллионов злотых, продав имущество Старой Пивоварни. Согласно данным прокуратуры, участок стоил около 13 миллионов злотых. Пространство было продано без регистрации зоны развития торговли. Однако, постановление было отменено апелляционным судом 27 ноября 2008 года. Тадеуш Дзюба, Великопольский губернатор, утверждает, что новое крыло было построено в нарушение договора.

## Галерея

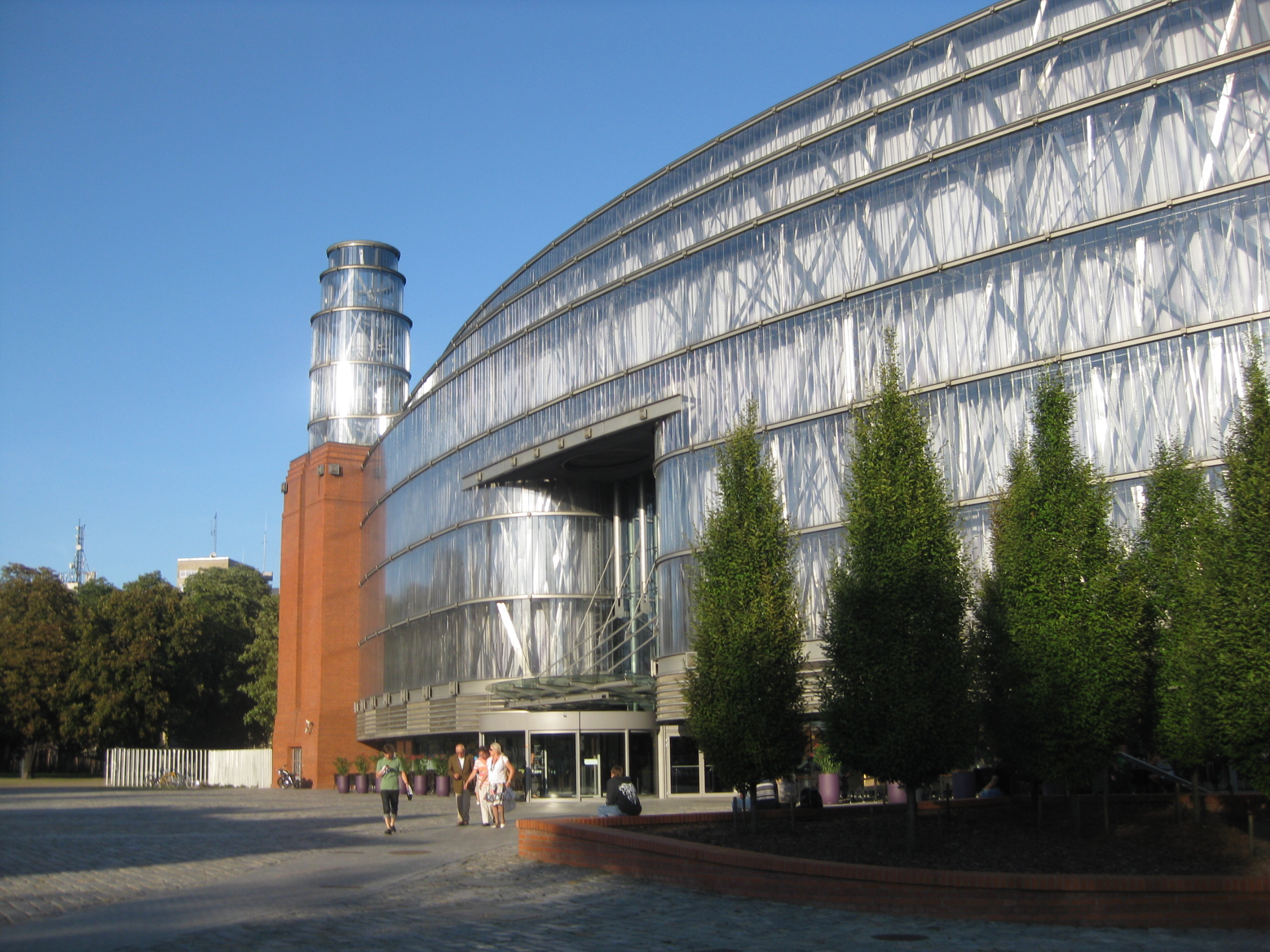
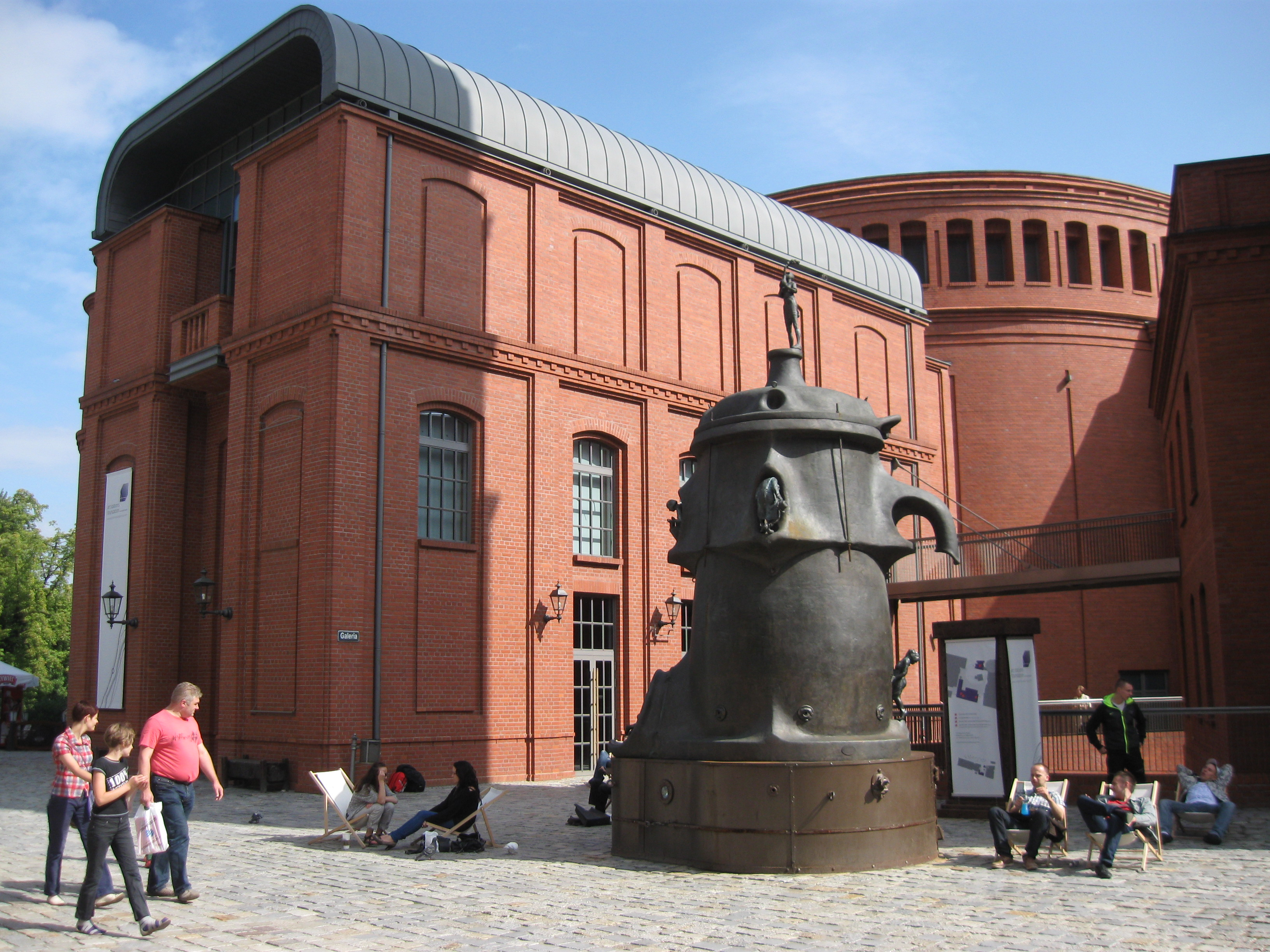
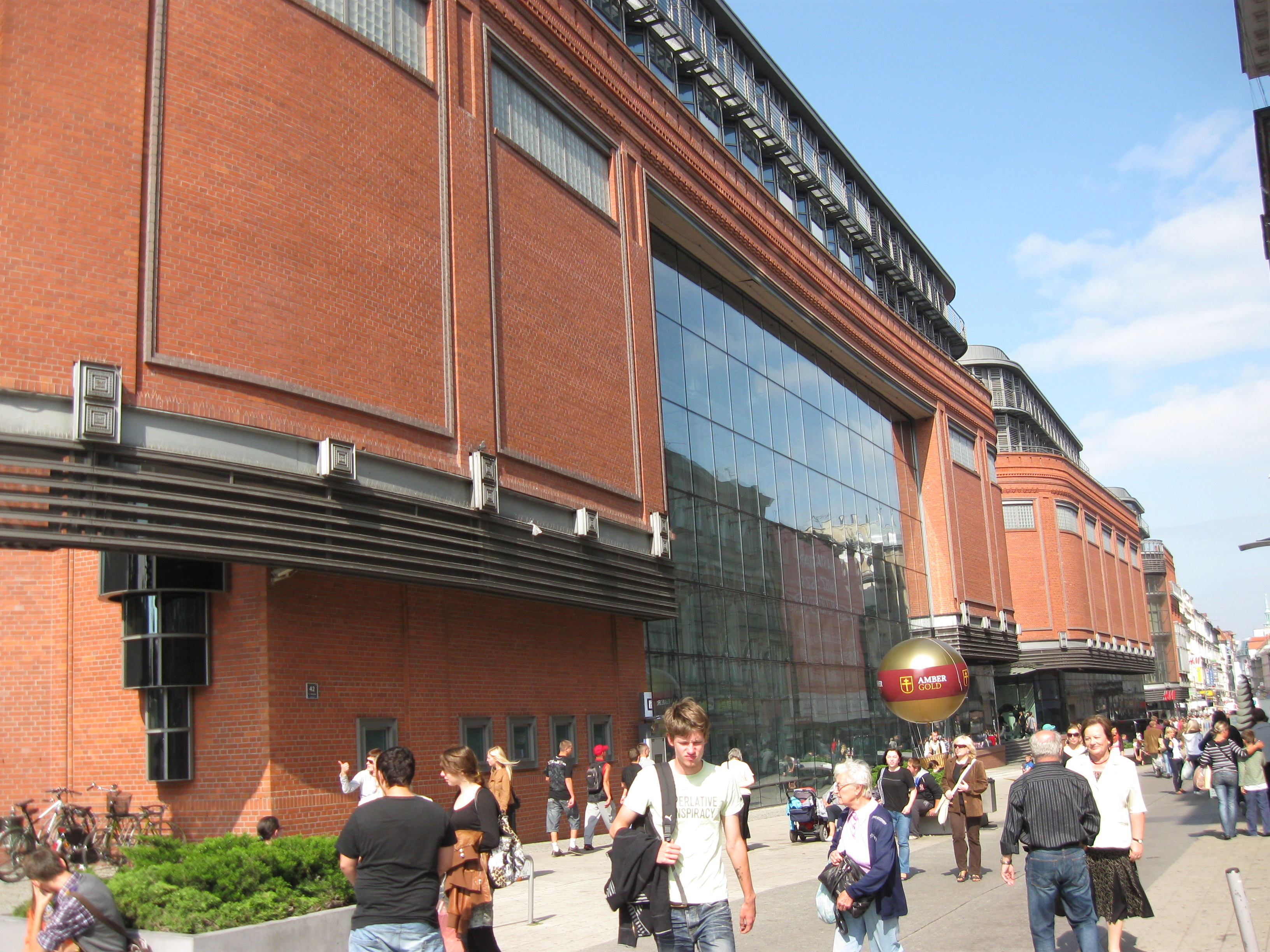
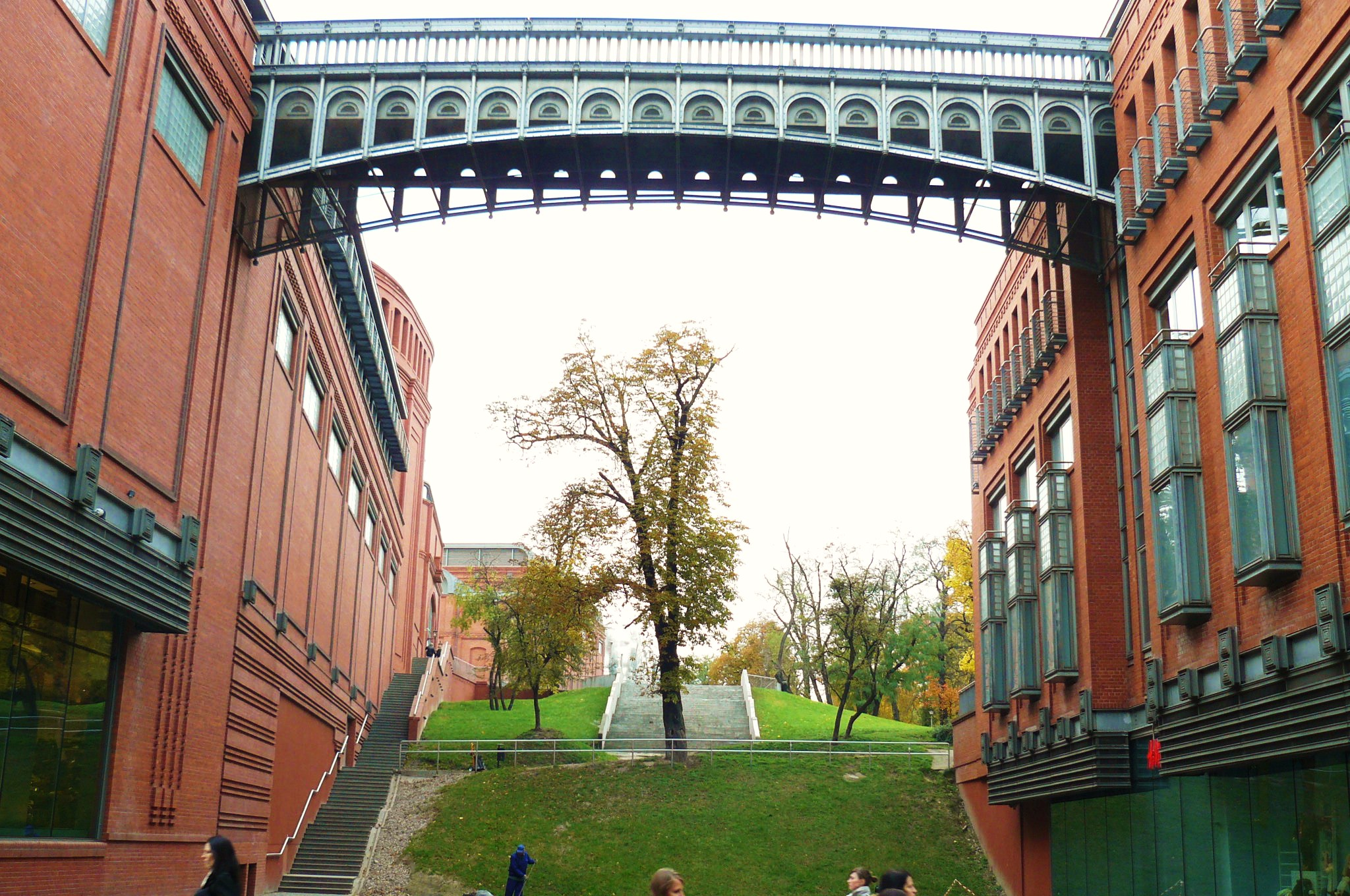
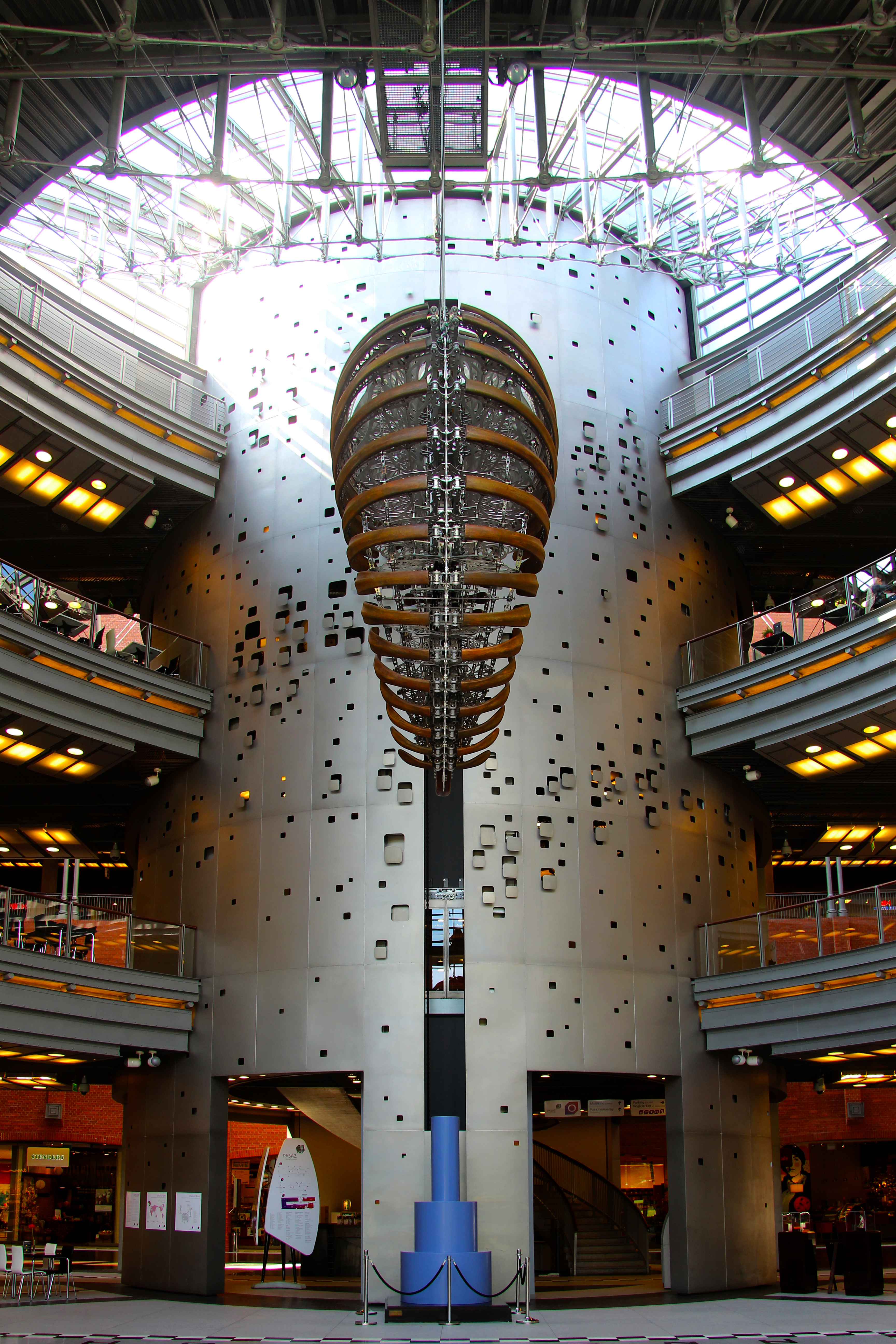
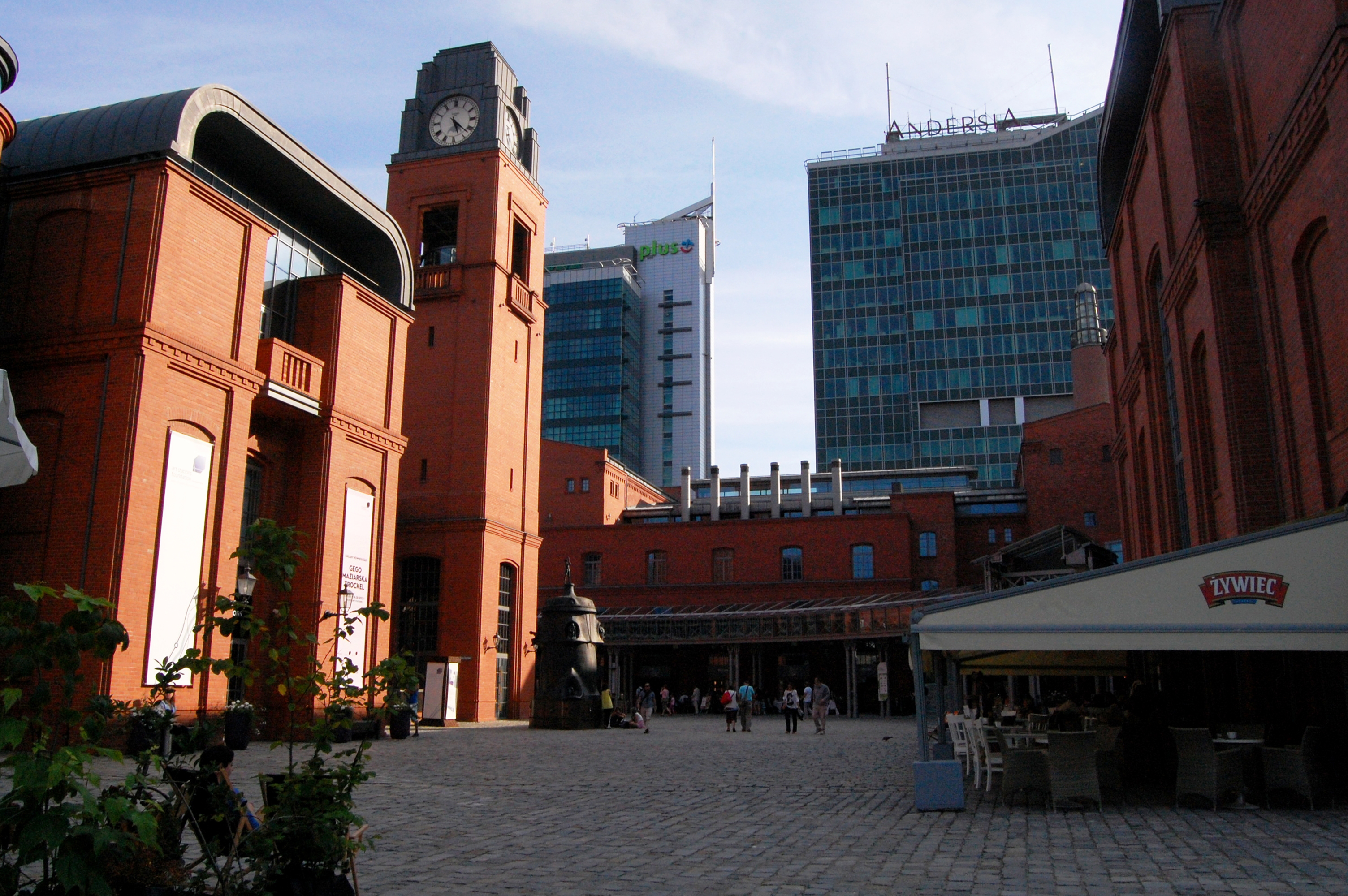
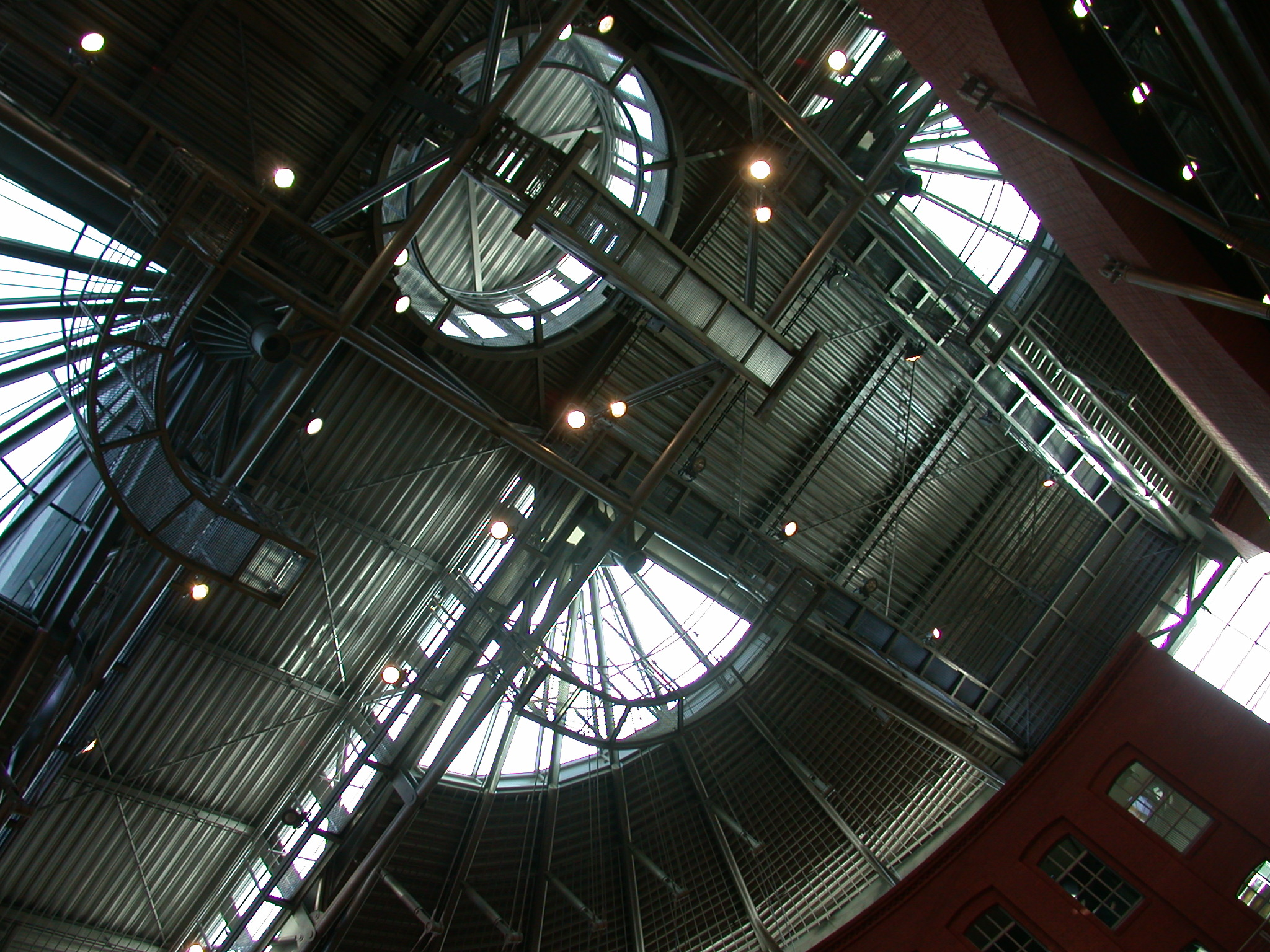
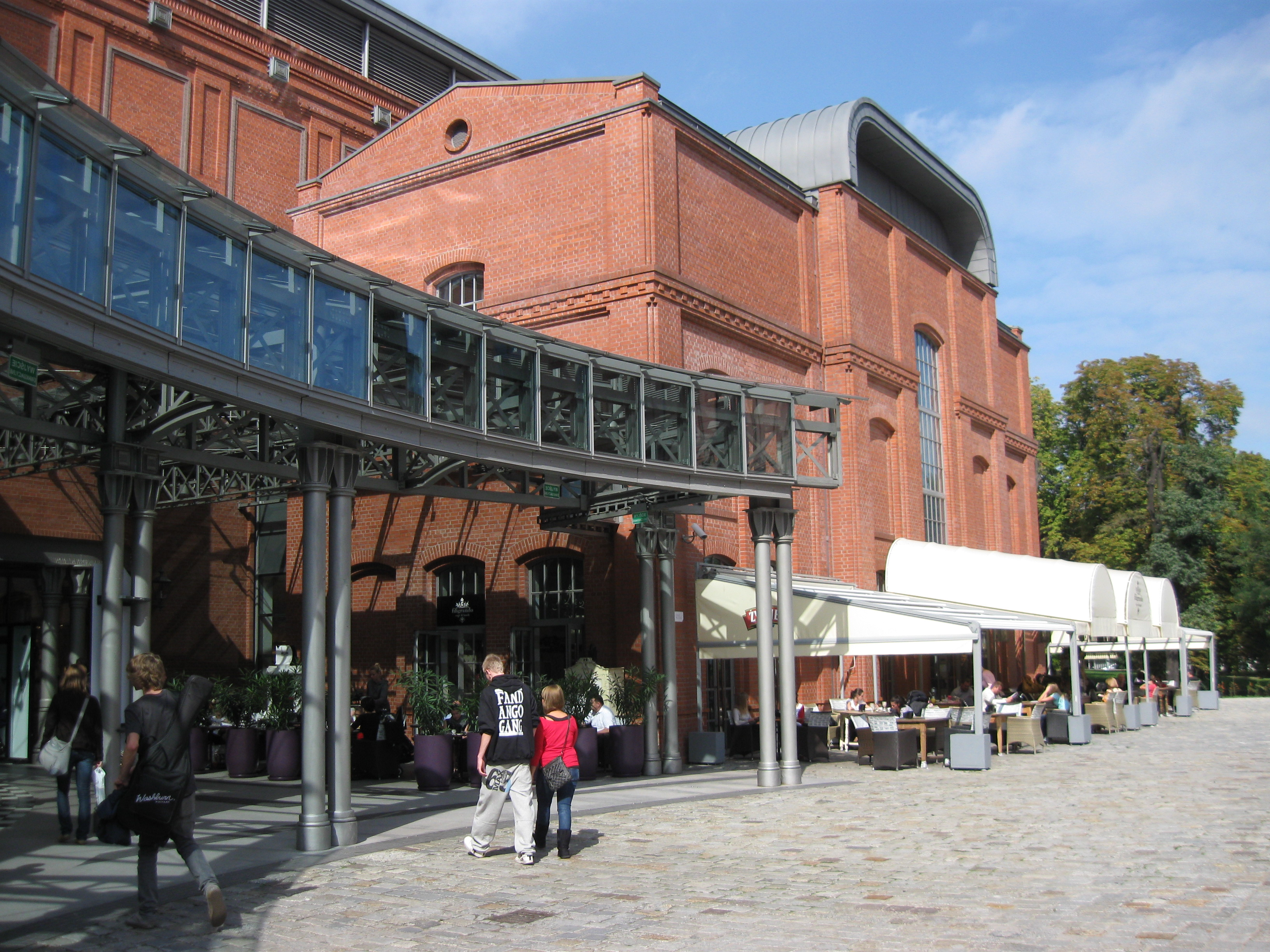
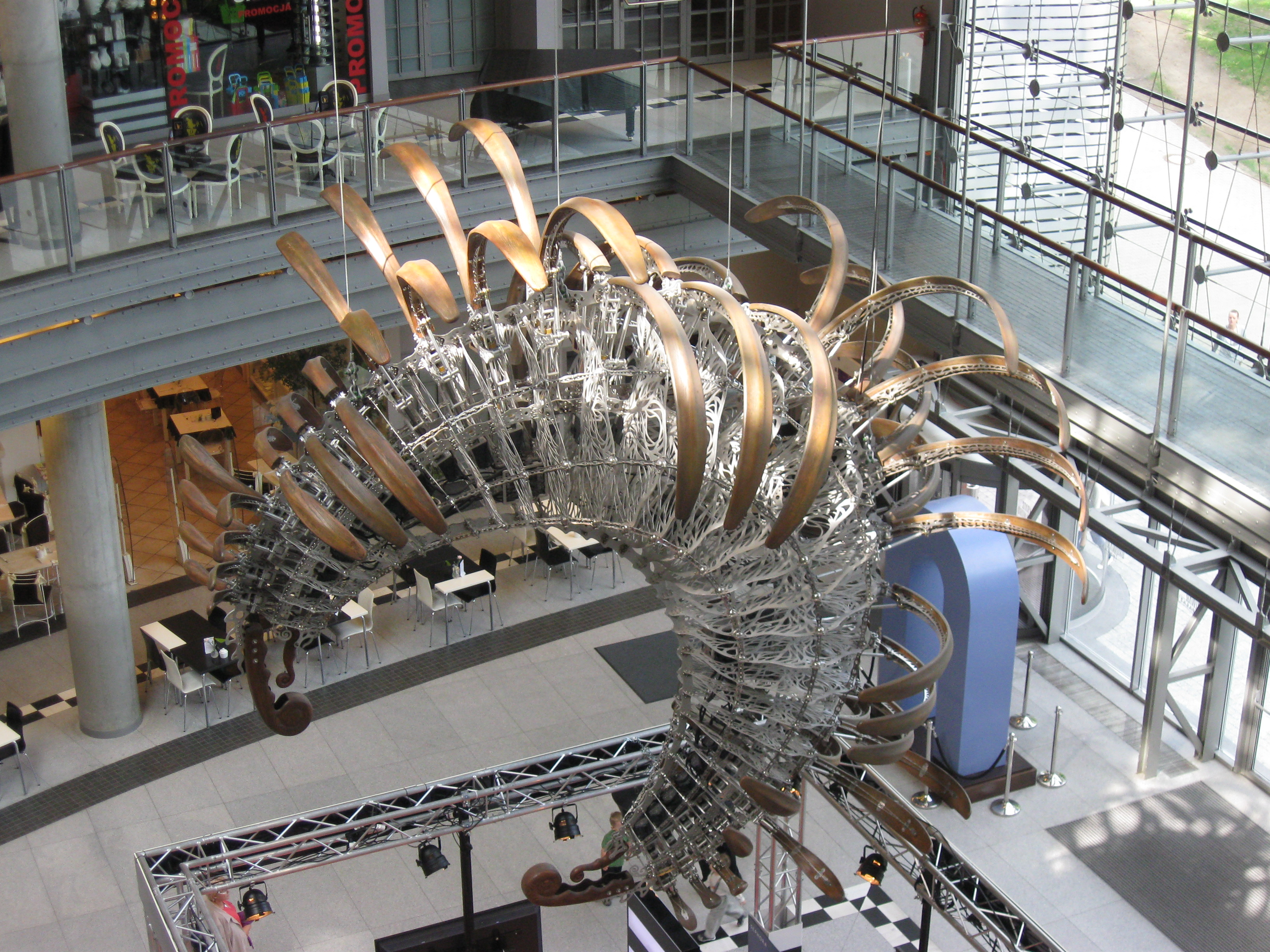
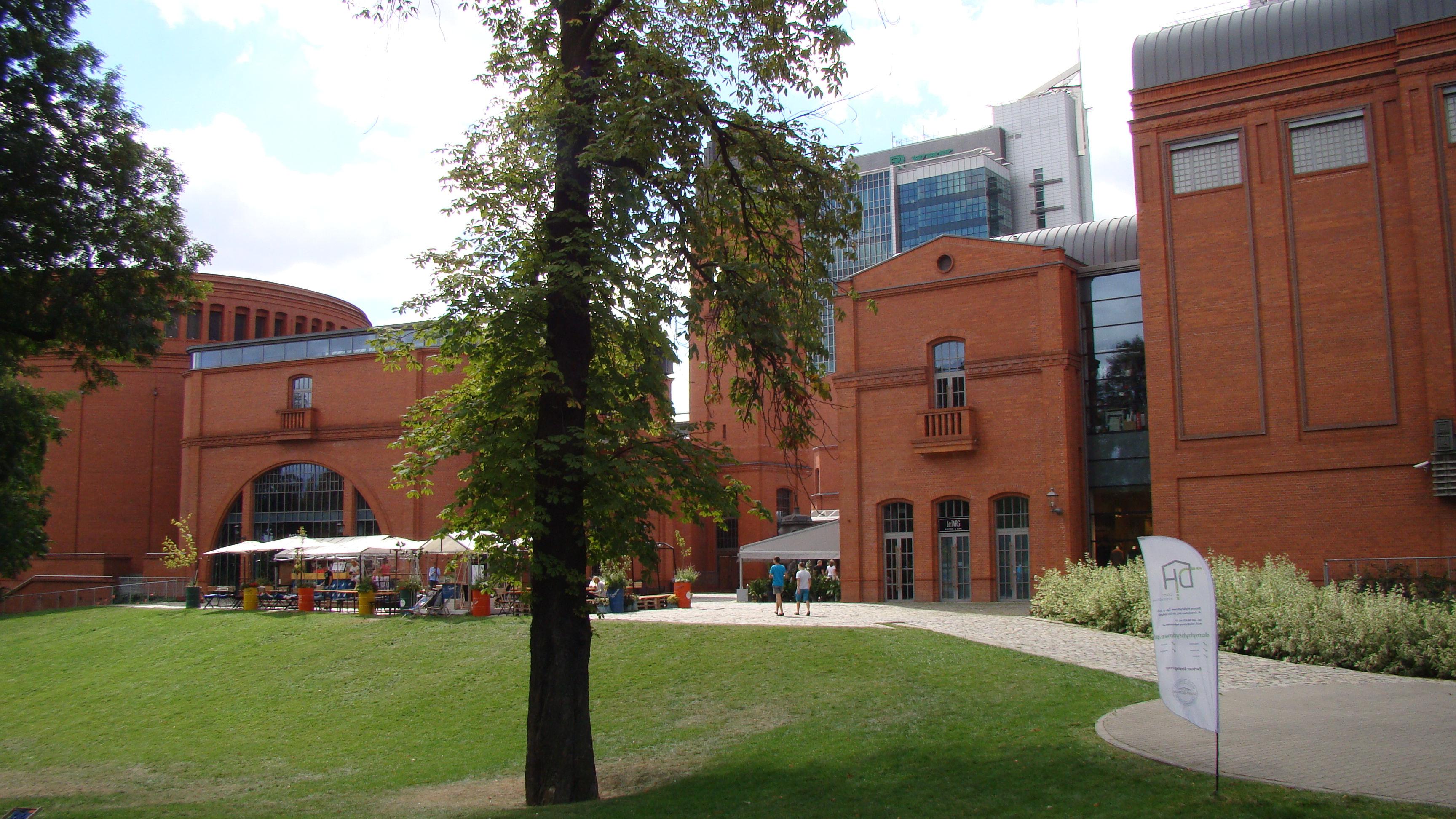
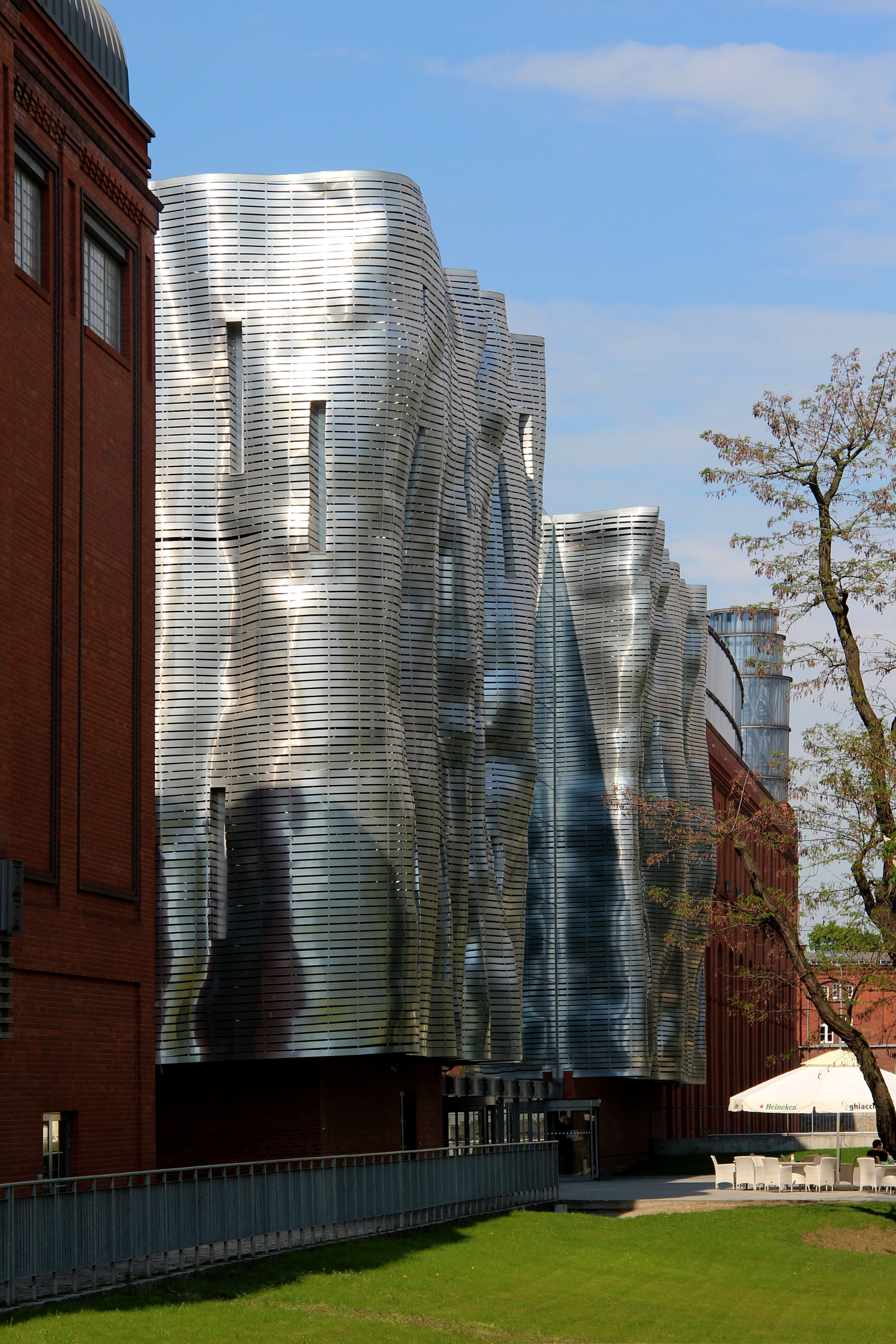
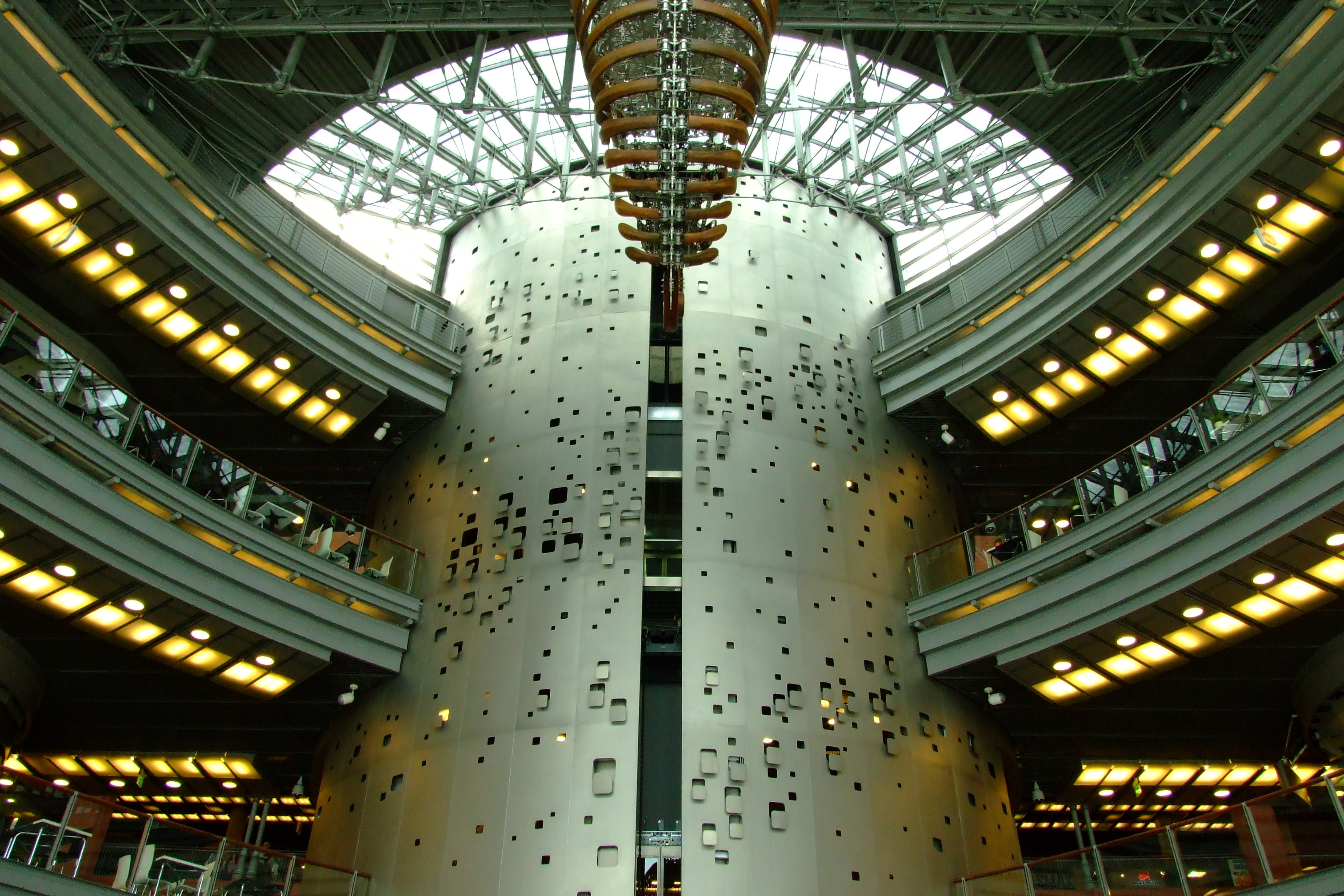